# 模組化設計

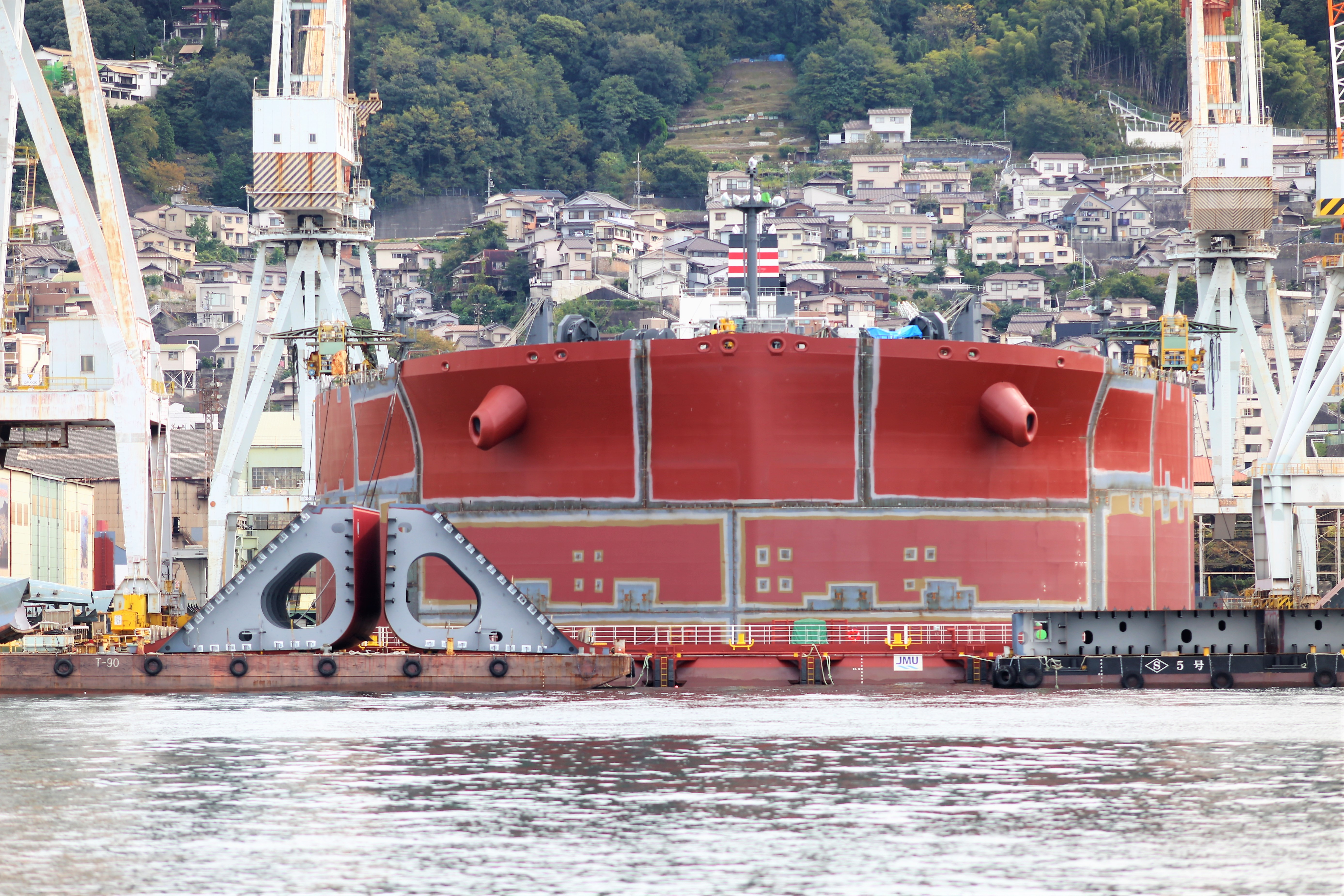
采用分块施工法在建的31万吨级油轮。由于是未上漆，每个块的接缝可看见。加入前的块存储在图的左前。

模組化設計（英語：modular design），也称模块化设计，是門設計理論與實作方法，其旨在於將一個系統細分為許多小單元，稱為模組（module）或模块（block），可以獨立的於不同的系統中建立與使用。模組化設計的特徵為將功能切分為抽象的、可擴充的、可重複使用的模組；模組需嚴格使用定義明確的模塊化接口，並以行業間標準作為接口規範。在這種情況下，模組化在組件級別實作，並且具有一個單一、固定且特殊的組件插槽。這種由組件單元組合而成的模組化系統，通常稱為使用模組化組件的平台系統。例如個人電腦上的USB。
通常使用主程式、子程式和子過程等架構將軟體的主要結構和流程描述出來，而非一般程式的編寫──逐條輸入電腦程式和指令。

## 簡介
模組化設計能針對相同或不同功能、性能、規格的產品，進行功能分析，並設計出一系列的功能模組。透過模組的多樣選擇將產品客製化，可以滿足市場許多不同的需求。
模組化設計也常應用於模組化生產，能使大量產品具有客製化、多樣化、低成本等之特性。

## 範例
在1963年，Motorola公司推出了第一款彩色電視。1967年也推出了其模組化品牌Quasar。在Moses Basin的管理下，1964年，在以色列的研發部公開發表了第一次的研究紀錄。在1974年Motorola將他的彩色電視生意賣給了日本的松下電器（Panasonic）。

## 應用

### 汽车
交通工具中随处可见模块化设计的理念，某些部件可以随意添加或拆卸，而不会对整车的其他部分造成任何影响。例如，许多汽车以基础款型推出，但只需额外付费，便可升級发动机、音响系统、通风座椅或适应不同季节的轮胎，无需对底盘、转向系统、电动机或电池系统等其他部分进行任何改动。